# (5379) Абэхироси
(5379) Абэхироси (лат. Abehiroshi от яп. 安部 裕史) — астероид из группы главного пояса, который принадлежит к спектральному классу V. Он был открыт 16 апреля 1991 года японскими астрономами Сатору Отомо и Осаму Мурамацу в обсерватории Киёсато и назван в честь другого японского астронома Хироси Абэ.

Орбита астероида Абэхироси и его положение в Солнечной системе